# Albert Peyronnet
Pour les articles homonymes, voir Peyronnet.
Albert Peyronnet, né le 5 janvier 1862 à Brest (Finistère) et mort le 18 décembre 1958 à Nice (Alpes-Maritimes), est un homme politique français.

## Biographie
Le père d'Albert Peyronnet fut proviseur de lycée à Montluçon. Après des études en droit Albert devient avocat dans cette même ville de 1884 à 1887, par la suite il est  avoué à Cosne-sur-Loire, puis magistrat et enfin avocat au barreau de Paris.
Entre 1906 et 1911, il est directeur de cabinet de plusieurs ministres : René Viviani, Louis Puech, Ernest Monis. Élu sénateur de l'Allier en 1912. Il siège à la Gauche démocratique. C'est un parlementaire très actif sur les questions de droit du travail. Il est pendant plusieurs années rapporteur du Budget du Travail. Il est vice-président du Sénat de 1925 à 1929.
- Sénateur de l'Allier de 1912 à 1940
- Ministre du Travail du 15 janvier 1922 au 28 mars 1924 dans le gouvernement Raymond Poincaré (2)
- Le 10 juillet 1940, il vote en faveur du projet de loi constitutionnelle accordant les pleins pouvoirs au maréchal Pétain et fut déclaré inéligible en 1945. Il se retire alors de la vie politique.

## Publication
Le Ministère du travail, Paris, 1924, ed. Berger Levrault, 240 p.

## Sources
- « Albert Peyronnet », dans le Dictionnaire des parlementaires français (1889-1940), sous la direction de Jean Jolly, PUF, 1960 [détail de l’édition]